# Willie Applewhite
Willie Applewhite (* Juli 1984 in Chicago) ist ein US-amerikanischer Jazzmusiker (Posaune, Komposition, Arrangement) des Modern Jazz.

## Leben und Wirken
Applewhite wuchs in Harvey (Illinois), auf und besuchte die  Thornton Township High School. Seine musikalischen Studien führten ihn an das Institute for Jazz Studies der Juilliard School in New York City, wo er sowohl seinen Bachelor- als auch seinen Master-Abschluss machte. Applewhite war dann von August 2011 bis Mai 2014 Leiter des Fachbereichs Jazz Studies am Snow College in Ephraim, Utah. Während dieser Zeit half er, das Musikprogramm von einem zweijährigen Associate-Abschluss auf einen vierjährigen Bachelor of Commercial Music zu erweitern. In der New Yorker Jazzszene ist er seitdem als Musikpädagoge, Bandleader und Begleitmusiker tätig, u. a. im Uptown Jazz Tentet. Erste Aufnahmen entstanden 2012 im William Parker Orchestra (Essence of Ellington – Live in Milano). 2019 gehörte er dem Brandon Lee Quintet (mit Adam Birnbaum, David Wong, Aaron Kimmel) an. 2021 legte er mit dem Uptown Jazz Tentet, dessen Co-Leiter er ist, das Album What’s Next vor.
Applewhite lebt in New York City. Im Bereich des Jazz war er, Tom Lord zufolge, zwischen 2012 und 2018 an drei Aufnahmesessions beteiligt, zuletzt mit The Verve Jazz Ensemble (Connect the Dots).